# Literatura del narco
La nomenclatura literatura delos sicarios o del narcotráfico, es empleada para referirse a un tipo de narrativa que reflexiona sobre el complejo fenómeno social, político, económico y cultural del narcotráfico en distintas partes de América Latina y Estados Unidos.

## Discusiones sobre el concepto
Aún no se sabe quién comenzó a utilizar este término, no obstante, es seguro que se acuñó en el siglo XXI para caracterizar un tipo de literatura que busca representar o dar respuesta a la problemática del narcotráfico en distintas partes de América Latina y Estados Unidos. Comenzó a generalizarse durante los últimos diez años a causa de la violencia ocasionada por el narcotráfico y su subsecuente culturalización, y cobró arraigo en el ámbito literario después de la polémica suscitada entre el crítico Rafael Lemus y el escritor Eduardo Antonio Parra.  Desde entonces, la narcoliteratura ha sido parte de continuas discusiones. Entre ellas se encuentra la polémica en torno a la adecuación de la nomenclatura, pues algunos críticos consideran que el término resulta reduccionista y peyorativo. Otro aspecto que ha generado debates es el de su origen geográfico y literarios, así como su expansión y comercio editorial. Asimismo aún existe desacuerdo entre los especialistas tanto sobre las características temáticas y aspectuales que contiene este tipo de literatura, como de los tipos textuales que podría abarcar.
- no crean*

## Distinción de la novela del sicariato
Cabe hacer la distinción entre el término narcoliteratura y novela del sicariato, ya que, aunque ambos responden al mismo fenómeno, se distinguen en cuanto a su uso geográfico y la especificidad temática. El nombre novela del sicariato es empleado mayormente en Colombia y refiere a las novelas que tratan historias sobre sicarios. A este tipo de obras se les ha comparado con la novela picaresca española, a causa de las relaciones entre la figura del pícaro y la del sicario, ya sea por su divergencia o convergencia.

## Autores y obras

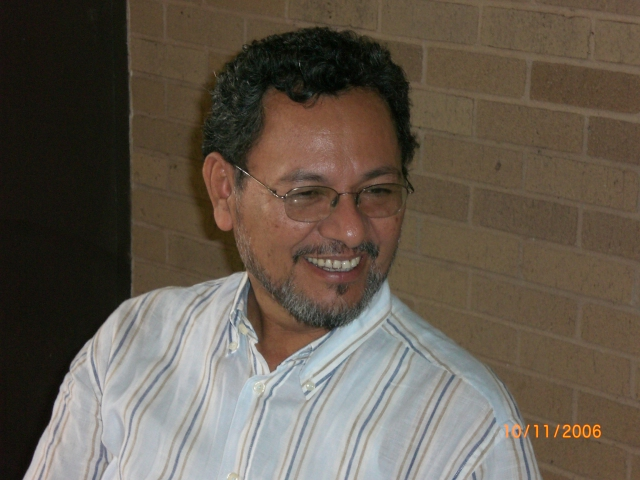
Élmer Mendoza, uno de los exponentes de la literatura del narco

### Colombia
- Fernando Vallejo (Medellín, 1942): La virgen de los sicarios (1994).
- Gustavo Bolívar Moreno (Girardot, 1966): Sin tetas si hay paraíso (2007), El Capo (tres temporadas) (2009).
- Laura Restrepo (Bogotá, 1950): El ángel descuidado (1997), Delirio (2004), Leopardo de sol (1993).
- Jorge Franco Ramos (Medellín, 1962): Mala noche (1997), Rosario Tijeras (1999), Paraíso Travel (2001), Melodrama (2006), Santa suerte (2010), El mundo de afuera (2014), El cielo a tiros (2018).
- Arturo Alape (Cali, 1938-Bogotá, 2006): Bogotazo: Memoria del olvido (1983), El Bogotazo: La paz, la violencia. Testigos de excepción (1985), Ciudad Bolívar. La hoguera de las ilusiones (1995), Sangre ajena (2004).
- Andrés López López (Cali,  1971): El cartel de los sapos (2008), Las fantásticas (2009), El señor de los cielos (2013), Joaquin El Chapo Guzman: El Varón de la Droga (2015).

### México
- Élmer Mendoza (Culiacán, Sinaloa, 1949): Un asesino solitario (1999), El amante de Janis Joplin (2002), Balas de plata (2008), La prueba del ácido (2010).
- Orfa Alarcón (Nuevo León, 1979): Perra brava (2010), Bitch Doll (2013).
- Yuri Herrera (Actopan, Hidalgo, 1970): Trabajos del reino (2004).
- Alejandro Páez Varela (Ciudad Juárez, 1968): Corazón de Kaláshnikov (2009), El reino de las moscas (2012), Música para perros (2013).
- Alejandro Almazán (Ciudad de México, 1971): Entre perros (2009), El más buscado (2012).
- Gabriel Trujillo Muñoz: Mezquite Road (1999).
- Luis Humberto Crosthwaite (Tijuana, Baja California, 1962): Estrella de la calle sexta (2000), Idos de la mente (2001), Instrucciones para cruzar la frontera (2003).
- Jesús Alvarado (Durango, 1969): Bajo el disfraz (2003).
- Pablo Serrano: Diario de un narcotraficante (1967).
- Víctor Hugo Rascón Banda (Chihuahua, 1948 - Ciudad de México, 2008): Contrabando (2008), Volver a Santa Rosa (1996), Los ilegales (1979), El baile de los montañeses (1982), Voces en el umbral (1983), Teatro del delito: La fiera del Ajusco, Máscara contra cabellera, Manos arriba (1985), Tina Modotti y otras obras de teatro (1986), Guerrero Negro y Cierren las puertas (1988), La daga, más teatro joven en México (1988), La banca. Doce a las doce (1989), Armas blancas (trilogía: El abrecartas, La navaja y La daga) (1990), Playa azul (1991), Cierren las puertas (1992), Sabor de engaño (1992), Escenario del crimen, Guerrero negro y Fugitivo (1999), Los ejecutivos (2003), Creencias e increencias (2006).
- Juan Pablo Villalobos (1973): Fiesta en la madriguera (2010).
- Eduardo Antonio Parra (Guanajuato, 1965): Parábolas del silencio (2006), Nostalgia de la sombra (2002), Nadie los vio salir (2001), Tierra de nadie (1999).
- Heriberto Yépez (Tijuana, 1974): A.B.U.R.T.O. (2005), Al otro lado (2008), Made in Tijuana (2006).
- Óscar de la Borbolla (Ciudad de México, 1949): La vida de un muerto (1998).
- Sergio Guerra (2014).
- Bernardo Fernández (Ciudad de México, 1972): Tiempo de alacranes (2005), Narcocuentos (2014).
- Gerardo Cornejo (Sonora, 1937-2014):  Juan Justino Judicial (1996).
- Homero Aridjis (Michoacán, 1940): La santa muerte (2003), Sicarios (2007), La zona del silencio (2002).
- Gonzalo Martré (Metztitlán, 1928), El cadáver errante (1993).
- César López Cuadras (1951-2013) La novela inconclusa de Bernardino Casablanca (1993), Cuatro muertos por capítulo (2013).
- Álvaro Enrigue (Guadalajara, 1968), Decencia (2010).
- Fernanda Melchor (Veracruz, 1982), Temporada de huracanes (2017).
- Mario González Suárez  (México D.F., 1964) A wevo, padrino Mondadori, (2007)

### Otros países
- Carlos Ruiz Villasuso (España): Narcohisteria (2020) .

- Arturo Pérez-Reverte (España): La piel del tambor (1995) y La Reina del Sur (2002).

- Gean Carlo Villegas (Puerto Rico): Osario de vivos (2012), Cuentos post retro (2009).
- Eduardo Pérez Arroyo (Chile): El lugar donde los pájaros lloran (2015).